# جون بيلي (سياسي)
جون بيلي (بالإنجليزية: John Bailey)‏ هو سياسي أمريكي، ولد في 1786 في الولايات المتحدة، وتوفي في 26 يونيو 1835 في نفس البلد. حزبياً، نشط في الحزب الجمهوري الديمقراطي. وقد انتخب عضو مجلس نواب ماساتشوستس وانتخب عضو مجلس النواب الأمريكي.